# Андрогени рецептор
Андрогени рецептор (АР), познат и као НР3Ц4 (потпородица једарних рецептора, група Ц, члан 4), је тип једарних рецептора који се активира везивањем за било који од андрогених хормона, укључујући тестостерон и дихидротестостерон у цитоплазми, а затим се транслоцира у једро. Рецептор андрогена је у најближој вези са прогестеронским рецептором, а прогестин у већим дозама може блокирати андрогени рецептор.

## Функција
Главна функција рецептора андрогена је везање ДНК фактора транскрипције који регулише експресију гена; међутим, андрогени рецептор има и друге функције. Гени регулисани андрогеном критични су за развој и одржавање мушког полног фенотипа.

### Утицај на развој
У неким типовима ћелија, тестостерон ступа у директну интеракцију са андрогеним рецепторима, док се у другим тестостерон конвертује помоћу 5-алфа-редуктазе у дихидротестостерон, још снажнији агонист за активацију андрогених рецептора. Чини се да је тестостерон примарни хормон који активира андрогени рецептор у Волфовом каналу, док је дихидротестостерон главни андрогени хормон у урогениталном синусу, урогениталном туберкулу и фоликулима косе. Тестостерон је стога одговоран првенствено за развој мушких примарних полних карактеристика, док је дихидротестостерон одговоран за секундарне мушке карактеристике.
Андрогени изазивају споро сазревање костију, али већи део снажног ефекта сазревања потиче од естрогена произведеног ароматизацијом андрогена. Корисници стероида тинејџерског узраста могу открити да је њихов раст успорен због вишка андрогена и/или естрогена. Људи са премало полних хормона могу да буду ниски током пубертета, али на крају буду виши као одрасли као код синдрома неосетљивости на андрогене или синдрома неосетљивости на естроген.
Студије на нокаут мишевима су показале да је андрогени рецептор неопходан за нормалну плодност жена, јер је неопходан за развој и пуну функционалност фоликула јајника и овулацију, радећи и кроз интра-оваријске и неуроендокрине механизме.

### Одржавање интегритета мушког скелета
Преко андроген рецептора, андрогени играју кључну улогу у одржавању интегритета мушког скелета. Регулација овог интегритета путем сигнализације андрогених рецептора (АР) може се приписати и остеобластима и остеоцитима.

### Улога код жена
АР игра улогу у регулисању женских сексуалних, соматских и бихевиоралних функција. Експериментални подаци коришћењем андрогених рецептора женки мишева, пружају доказе да је промоција срчаног раста, хипертрофије бубрега, раста кортикалне кости и регулација структуре трабекуларне кости резултат деловања андрогених рецептора зависних од ДНК код женки.
Штавише, важност разумевања женских андрогених рецептора лежи у њиховој улози у неколико генетских поремећаја укључујући синдром неосетљивости на андрогене (АИС). Потпуна неосетљивост на андрогене (ЦАИС) и делимични неосетљивост на андрогене (ПАИС) који су резултат мутација у генима који кодирају андрогене рецепторе. Ове мутације узрокују инактивацију андрогених рецептора услед мутација које дају отпор на циркулишући тестостерон, са више од 400 пријављених различитих мутација андрогених рецептора.

## Механизам дејства

### Геномски
Примарни механизам деловања на андрогене рецепторе је директна регулација транскрипције гена. Везивање андрогена за андрогени рецептор доводи до конформационе промене у рецептору која, заузврат, изазива дисоцијацију протеина топлотног шока, транспорт из цитосола у ћелијско језгро и димеризацију. Димер андрогеног рецептора се везује за специфичну секвенцу ДНК познату као елемент хормонског одговора. Андрогени рецептори ступају у интеракцију са другим протеинима у језгру, што доводи до горе или доле регулације специфичне транскрипције гена.  Повећана регулација или активација транскрипције доводи до повећане синтезе гласничке РНК, која се, заузврат, преводи рибозомима да би произвела специфичне протеине. Један од познатих циљних гена за активацију андрогених рецептора је рецептор фактора раста 1 сличан инсулину (ИГФ-1Р). Дакле, промене нивоа специфичних протеина у ћелијама су један од начина на који андрогени рецептори контролишу понашање ћелије.
Једна функција андрогеног рецептора која је независна од директног везивања за његову циљну ДНК секвенцу је олакшана регрутовањем преко других ДНК-везујућих протеина. Један пример је фактор одговора у серуму, протеин који активира неколико гена који изазивају раст мишића.
Андрогени рецептор је модификован пост-транслационом модификацијом кроз ацетилацију, која директно промовише АР-посредовану трансактивацију, апоптозу  и раст ћелија рака простате независан од контакта. Ацетилација андрогених рецепторе је индукована андрогенима и одређује регрутовање у хроматин. Место андрогених рецептора  уацетилације је кључна мета НАД зависних и ТСА зависне хистонске деацетилазе и дуге некодирајуће РНК.

### Негеномски
Недавно се показало да андрогени рецептори имају други начин деловања. Као што је такође пронађено за друге рецепторе стероидних хормона, као што су рецептори естрогена, андрогени рецептори могу имати дејства која су независна од њихове интеракције са ДНК.  Андрогени рецептори ступају у интеракцију са одређеним протеинима за трансдукцију сигнала у цитоплазми. Везивање андрогена за цитоплазматске андрогене рецепторе може изазвати брзе промене у функцији ћелије независно од промена у транскрипцији гена, као што су промене у транспорту јона. Регулација путева трансдукције сигнала помоћу цитоплазматских андрогених рецептора може индиректно довести до промена у транскрипцији гена, на пример, доводећи до фосфорилације других фактора транскрипције.

## Генетика

### Гени
Код људи, андрогени рецептор је кодиран геном андрогених рецептора који се налази на Х хромозому на Xq 11–12.

### Недостаци
Откривено је најмање 165 мутација које изазивају болест у овом гену. Синдром неосетљивости на андрогене, раније познат као феминизација тестиса, узрокован је мутацијом гена андрогеног рецептора на Х хромозому (локус: Xq11–Xq12). Чини се да андрогени рецептор утиче на физиологију неурона и да је дефектан код Кенедијеве болести. Поред тога, тачкасте мутације и полиморфизми понављања тринуклеотида су повезани са бројним додатним поремећајима.

### Понављања ЦАГ
Ген андрогених рецептора садржи ЦАГ понављања која утичу на функцију рецептора, где мање понављања доводи до повећане осетљивости рецептора на циркулишуће андрогене, а више понављања доводи до смањене осетљивости рецептора. Студије су показале да расне варијације у ЦАГ понављањима постоје, при чему Афроамериканци имају мање понављања од не-Хиспанских белих Американаца. Расни трендови у ЦАГ понављају се паралелно са инциденцом и морталитетом од рака простате у ове две групе.

### Мутације
Појачивач и ген који кодира ове рецепторе садрже рекурентне мутације, као што су структурна преуређивања и промене броја копија, стечене у прогресији лечења метастатског карцинома простате отпорног на кастрацију (мЦРПЦ) терапијом усмереном на ове рецепторе (абирарон, ензалутамид), чине прогресија болести одређена генотипом андрогеног рецептора.